# Gearing (Schiff)
Die Gearing, auch USS Gearing (Kennung: DD-710), war ein Zerstörer der gleichnamigen Klasse der US-amerikanischen Marine, das von 1945 bis 1973 in Dienst stand.

## Geschichte
Die spätere Gearing wurde im Jahr 1942 bestellt und am 10. August 1944 bei der Federal Shipbuilding and Drydock Company in Kearny im US-Bundesstaat New Jersey auf Kiel gelegt. Der Stapellauf erfolgte am 18. Februar 1945, nach Schiffstaufe durch Mrs. Thomas M. Foley, Tochter von Commander Gearing und die Indienststellung am 3. Mai 1945 unter dem Kommando con Commander Thomas Henry Copeman.
Die Gearing nahm während des Zweiten Weltkrieges an keinen Kampfhandlungen teil. Bis in die frühen 1960er-Jahre diente die Gearing in mehreren friedlichen Missionen im Atlantik (zum Beispiel an einer Operation in der Arktis, um die Kälteempfindlichkeit des Schiffs zu testen). Im Oktober 1962 wurde sie zu einem Teil der US-amerikanischen Seeblockade von Kuba während der Kubakrise. Dabei war die Gearing das erste Schiff, welches einen sowjetischen Transporter abfing.
Im September 1963 wurde die Gearing im Rahmen von FRAM I grundlegend modernisiert. Zehn Jahre später wurde sie außer Dienst gestellt.
Die Gearing wurde hauptsächlich im Westatlantik, der Karibik und dem Mittelmeer eingesetzt.

## Name
Die Gearing war das einzige Schiff dieses Namens im Dienst der US-Marine. Benannt war es nach drei Generationen verdienter Marineoffizieren der Familie Gearing. Diese waren Commander Henry Chalfant Gearing (1855–1926), Captain Henry Chalfant Gearing Jr. (1887–1944) und Lieutenant Henry Chalfant Gearing III (1912–1942).